# Iglesia del Rosario (San Salvador)
La Iglesia del Rosario es un edificio católico localizado al costado oriente de la Plaza Libertad, en el centro histórico de la ciudad capital de San Salvador, El Salvador. Posee un diseño arquitectónico moderno que rompió con los habituales cánones de construcción religiosa en la ciudad, es decir el tipo cruz latina y griega. 
En comparación a otros templos, la iglesia no tiene pilares que obstaculicen la visibilidad de los fieles hacia el altar y las vistosas imágenes religiosas que destacan en su interior.
Además, este templo es reconocido como una de las edificaciones icónicas del centro histórico de San Salvador, no solo por los acontecimientos relevantes, sino por su singular diseño arquitectónico que representa una importante manifestación artística y es un patrimonio protegido por la convención de La Haya.

## Historia

### Antecedentes
En el sitio que está la Iglesia del Rosario, estaba la Iglesia parroquial de San Salvador y luego, cuando se erigió la diócesis de San Salvador, la Catedral Metropolitana original.

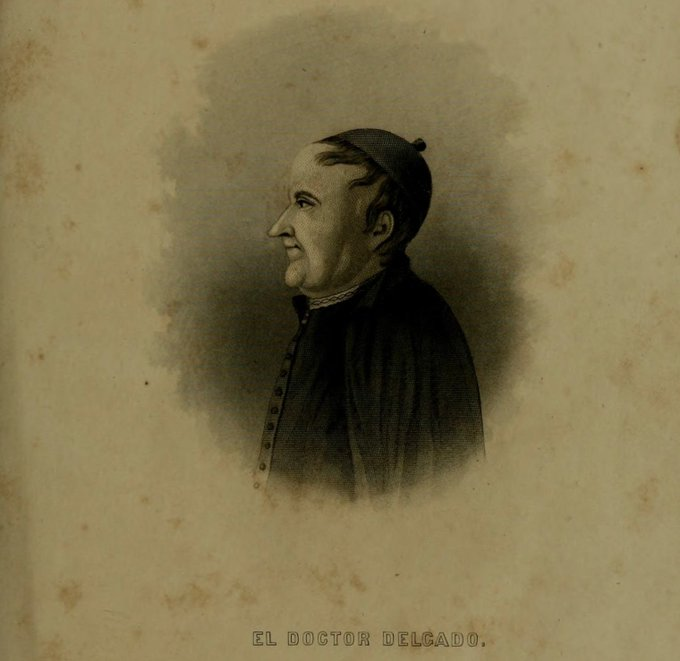
Asimismo, la iglesia contiene los restos de los presbíteros José Matías Delgado, y probablemente los de Nicolás Aguilar y Bustamante.

En el 15 de enero de 1859, el Illustrated London News publicó una litografía de la Catedral Metropolitana junta a un artículo que habla de sus daños por el terremoto de 1855.

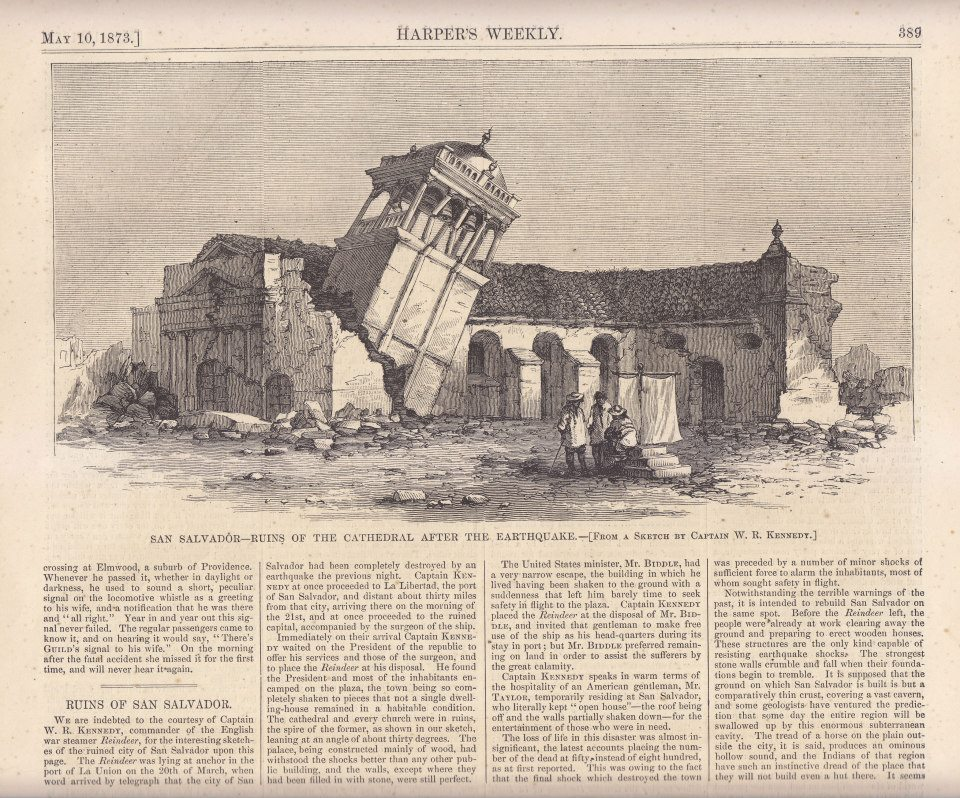
Primera catedral de San Salvador en ruinas después del terremoto de 1873

Luego del terremoto del 19 de marzo de 1873, se trasladaron interinamente todos los vasos sagrados y ornamentos de la catedral a la Iglesia de Concepción de San Salvador.

### Iglesia moderna
La moderna iglesia El Rosario es uno de los templos de menos antigüedad en el centro histórico.

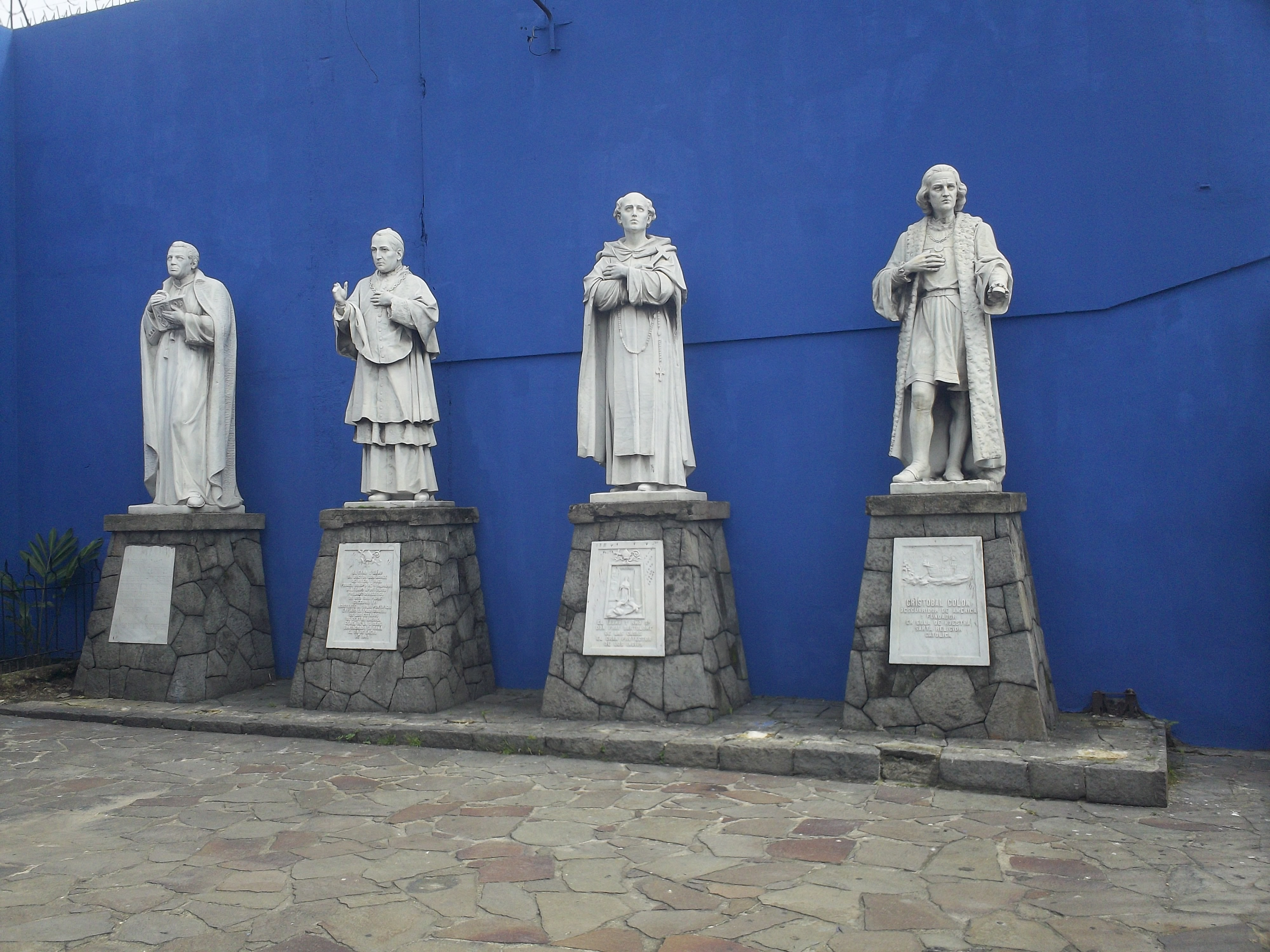
Estatuas a la afuera de la Iglesia El Rosario Esculturas del atrio del templo El Rosario
De Derecha a izquierda: Almirante Cristóbal Colon, Fray Bartolomé de las Casas, Jorge Viteri y Ungo (1° obispo de El Salvador), presbítero José Miguel Funes.

Debido a que la anterior iglesia era de madera y resultaba pequeña, para el año 1962 el fraile dominico Alejandro Peinador encomendó al arquitecto y escultor Rubén Martínez el diseño de la nueva estructura y al también dominico español Domingo Iturgaiz la creación de las vidrieras cromáticas de los lados oriente y occidente. Sin embargo, los planos no fueron admitidos en un principio por las autoridades eclesiales, por lo que Martínez decidió buscar la aprobación de la Ciudad del Vaticano que finalmente autorizó el proyecto. Al fin, la obra inició en 1964 y terminó en junio de 1971.
En el 13 de julio de 1972, la Asamblea Legislativa emitió el decreto legislativo número 38 que declaró como Lugar Histórico de la República el sitio donde (en ese tiempo) se estaba construyendo el nuevo Templo de El Rosario; fue declarado Lugar Histórico de la República por ser un sitio importante a la historia salvadoreña, especialmente durante su existencia como Iglesia parroquial y luego Catedral de San Salvador. El decreto fue ratificado por el presidente Arturo Armando Molina en el 24 de julio de 1972 y entró en vigencia ocho días después de su publicación en el Diario Oficial en el 28 de julio.

### Bien Cultural de El Salvador
Debido a su importancia cultural, la iglesia El Rosario se declaró como Bien Cultural de El Salvador el 23 de julio de 2015, a través de una declaratoria publicada en el Diario Oficial n.º 408.

## Arquitectura
Martínez diseñó El Rosario tomando como base las enseñanzas litúrgicas del Concilio Vaticano II: «una iglesia de cara al pueblo y no en fuga de Dios». De hecho, en su interior no hay pilares que obstaculicen la visibilidad. Otras características del edificio, que tiene forma de arco, son sus paredes de concreto visto, la ordenada filtración y sucesión de luces, vidrieras al cemento, y un vía crucis hecho de hierro negro sobre cemento y piedra pómez. Al final de dichas estaciones se encuentra un «Cristo resucitado» de hierro en espiral.
En este mismo lugar, cuando comenzaba a establecerse la ciudad de San Salvador, fue erigida la parroquia dedicada al Santísimo Salvador del Mundo, que originalmente había sido puesta bajo la advocación de la Santísima Trinidad. Asimismo, la iglesia contiene los restos de los presbíteros José Matías Delgado, y probablemente los de Nicolás Aguilar y Bustamante.

### Piezas de arte

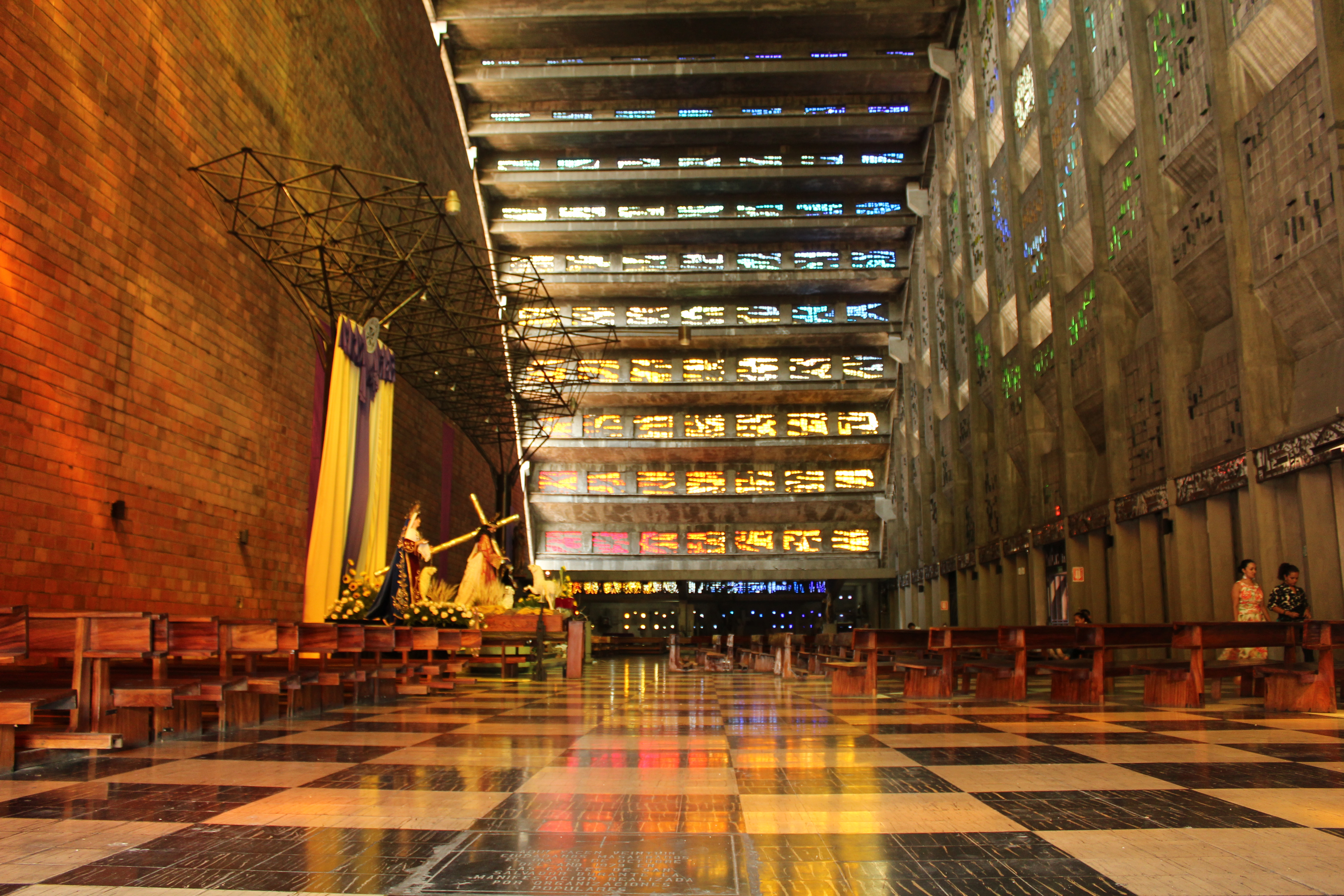
Interior de la Iglesia visto desde la puerta de acceso principal

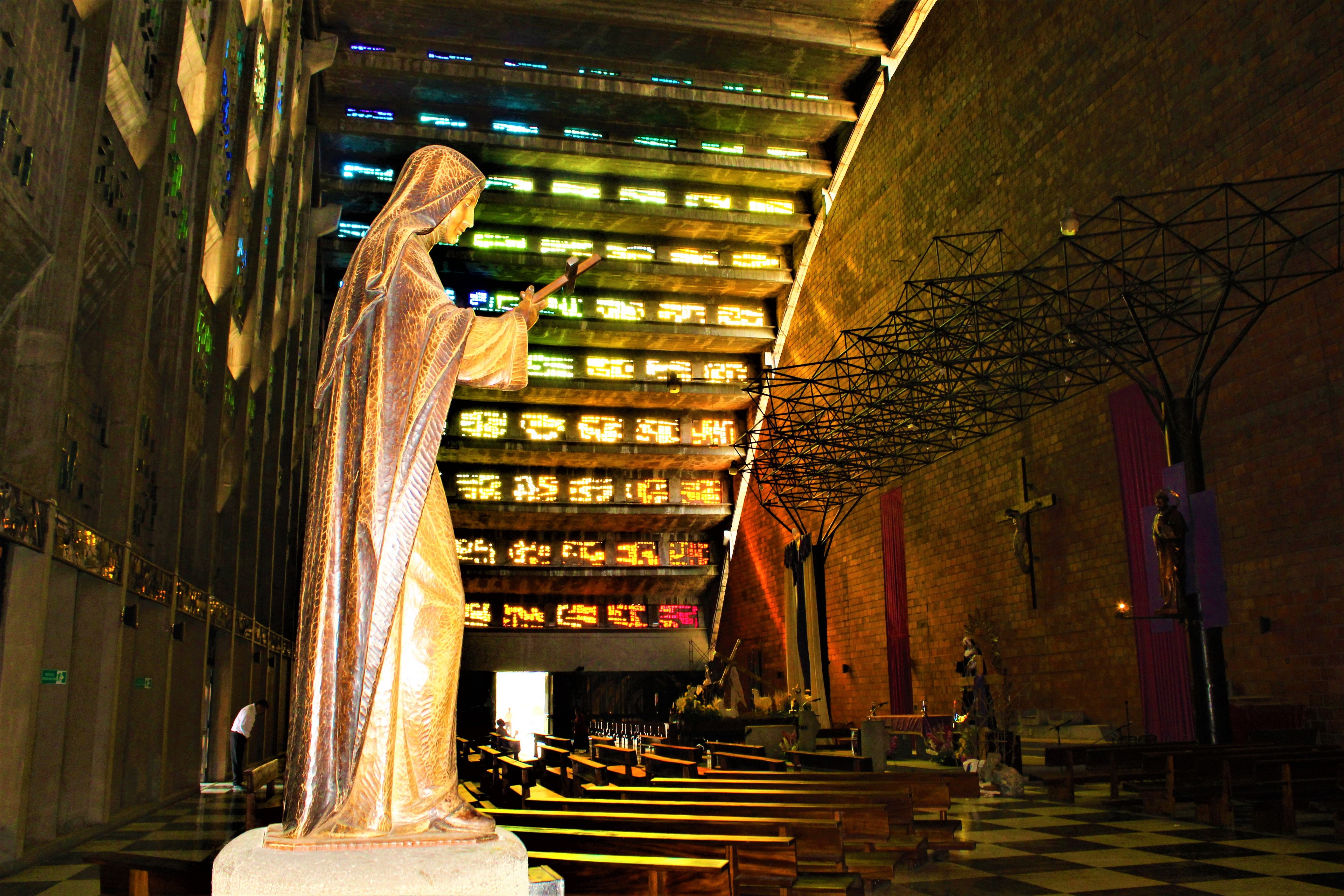
Interior de la Iglesia

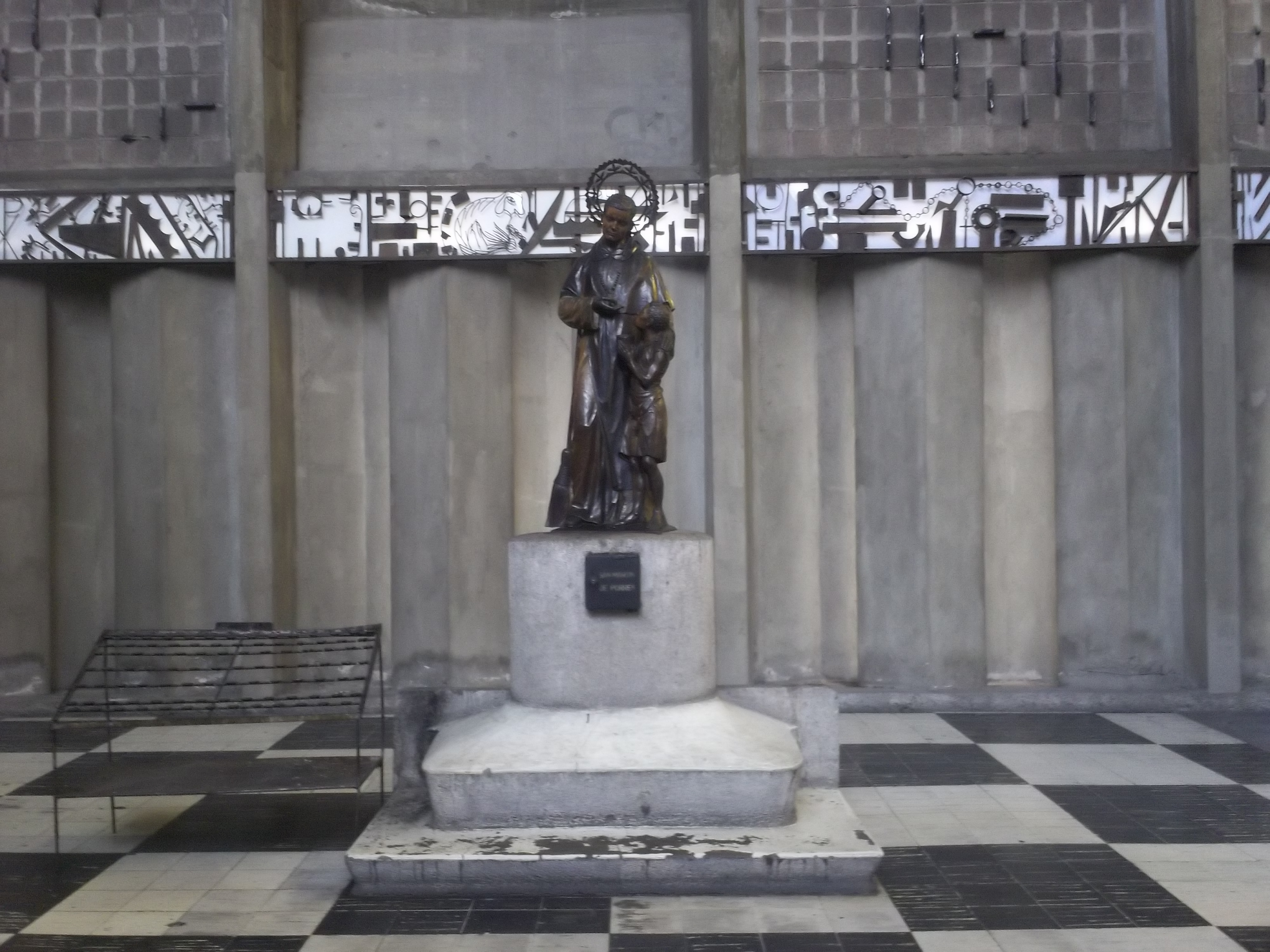
Fray Martín de Porres

El interior contiene piezas de escultura religiosa moderna y vitrales. 
En el sur del atrio se observa una imagen en madera de Fray Martín de Porres. 
En la capilla eucarística hay una franja de vitrales en el lado de la nave, forman peces. En el sagrario, un cuadrado de vidrio rojo toma la luz de fondo y la proyecta.
Hechos con cristales multicolores, los vitrales acentúan su colorido en el interior, lo que le da un efecto Arcoíris que se aprecia en toda su intensidad. 
En la capilla penitencial hay una franja de vitrales que muestran expresiones de la Crucifixión de Jesús. En el torno de la capilla se muestra el Vía Crúcis en el piso hechas de hierro negro sobre un fondo de cemento y piedra pómez. Al final de esto hay una figura de Jesús resucitado hecho de hierro, ambos esculpidos por Rubén Martínez.

### Altar

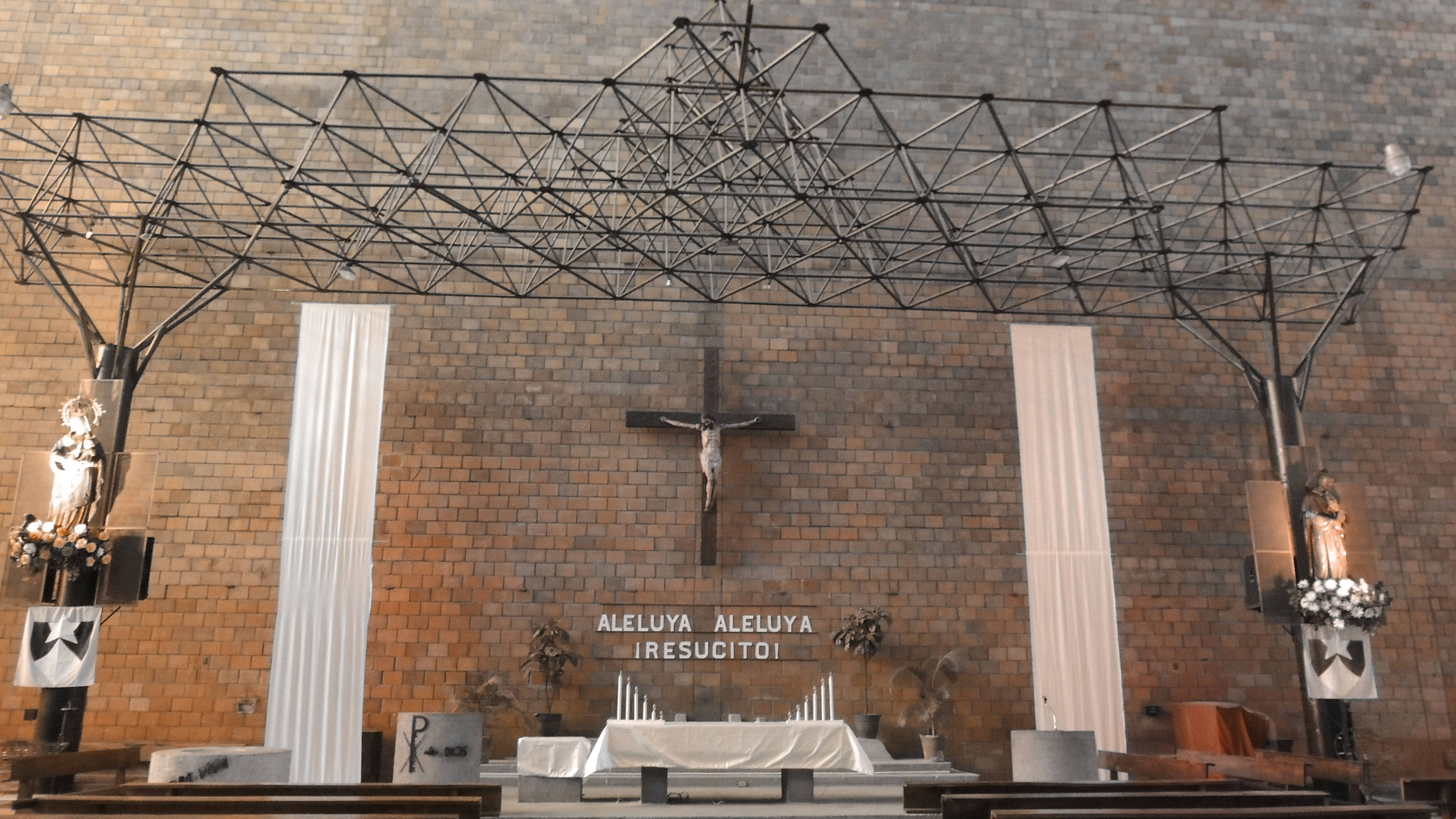
Altar de la Iglesia del Rosario

El altar es sencillo, compuesto de una estructura espacial negra con dos columnas cilíndricas en las cuales hay una imagen de la Señora del Rosario en la derecha y en la otra una de Santo Domingo de Guzmán, en el centro del altar está una imagen de Jesús crucificado debajo del cual está el santuario con su ambon, sede y pila bautismal todo de piedra y cemento.

## Tumbas
En el interior de la iglesia, en la cripta se encuentran las tumbas del Presbítero doctor José Matías Delgado, también se encuentra la tumba del arquitecto y escultor de la iglesia Rubén Martínez Bulnes.

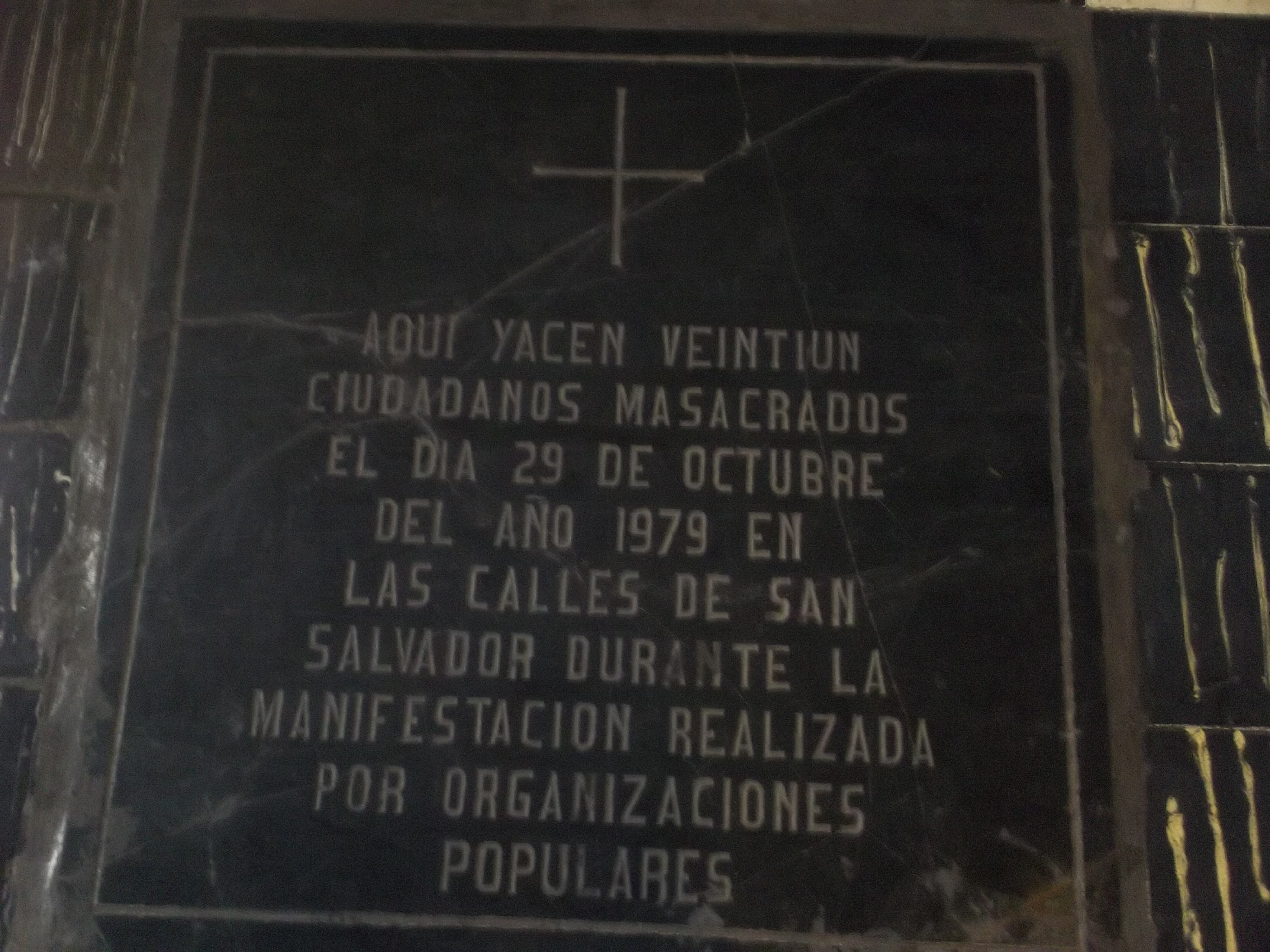
Placa en memoria de personas que perdieron sus vidas en manifestaciones populares Tales como CRM, FMLN FAPU a la Resistencia Nacional, el BPR a las Fuerzas Populares de Liberación "Farabundo Martí", las Ligas Populares "28 de Febrero" al Ejército Revolucionario del Pueblo (El Salvador), la UDN al PCS y el MLP al Partido Revolucionario de los Trabajadores Centroamericanos.

En la entrada principal de la iglesia, se encuentra una placa que conmemora el asesinato de 21 personas, las cuales están enterradas en el interior de la iglesia.